# Brand im Cocoanut Grove
Der Brand im Cocoanut Grove ereignete sich am 28. November 1942 in einem Nachtclub in Boston. Bei diesem zweitschwersten Feuer in einem Gebäude in den USA, nach dem Brand im Iroquois Theater (1903), starben 492 Personen und Hunderte wurden verletzt. Viele Besucher waren Fans des College-Football-Teams „Holy Cross Crusaders“ aus Worcester (Massachusetts), das zuvor im Finale um die sogenannte Orange Bowle im Fenway Park das College-Team aus Boston mit 55:12 geschlagen hatte. Das Feuer brach aus, als die leicht brennbare Dekoration durch Funken einer defekten Lampe entzündet wurde: Ursache war ein Kurzschluss. Zunächst war ein Angestellter beschuldigt worden; dieser hatte – um die Lampe zu reparieren – ein Streichholz entzündet. Zu diesem Zeitpunkt aber schwelte das Feuer bereits in den Leitungen. Tatsächlich angeklagt und verurteilt wurde der Eigentümer, wegen Totschlags und Nichtbeachtung der Sicherheitsregeln. Deren fehlende Umsetzung (es gab nur eine einzige enge Treppe, Fluchttüren waren verschlossen und verriegelt) und hochgiftige Gase führte zur hohen Opferzahl. Nach dem Unglück kam es zu einer landesweiten Änderung der Sicherheitsstandards und der Behandlung von Brandopfern.

## Hintergrund
Der nach dem Cocoanut Grove im Ambassador Hotel in Los Angeles benannte Club war seit 1927 ein glamouröser Fixpunkt in Boston. Anfang 1930 hatte der Mafioso Charles Solomon den Club gekauft und ihn in den letzten Jahren der Prohibition in ein prunkvolles Speakeasy verwandelt, in dem Spitzenunterhaltung geboten wurde, so dass er zu Bostons bekanntestem und erfolgreichstem Etablissement wurde, das auch internationales Ansehen genoss. Das Gebäude befand sich in einem kommerziellen Teil der Stadt, der sich südlich des Park Square erstreckte. Dieser Teil der Stadt war gekennzeichnet durch ein Labyrinth aus kurzen, engen Gassen, in denen eine hohe Dichte an niedrigen Garagen- oder Lagerhäusern vorherrschte.

Boston fungierte als regionales Vertriebszentrum für die Filmindustrie, wobei zahlreiche Zweckbauten als sogenannte Filmbörsen genutzt wurden. Der Club selbst war in einem typischen einstöckigen Betonbau aus dem Jahr 1916 untergebracht, der sowohl als Filmbörsen-Depot (für Paramount Pictures) als auch als Garage diente. Der markante Eingang befand sich in der Piedmont Street, zwischen Broadway und Church Street. Drei stuckverzierte Torbögen bildeten einen Säulengang, dessen Drehtüren in eine mit rotem Teppich ausgelegte Lobby, führten. Vorne rechts, hinter einer Garderobe, befand sich der Speise- und Vorführungssaal. 

Das auffälligstes Merkmal waren sieben Palmenimitate mit silbernen Wedeln, die drei Seiten der Tanzfläche in der Mitte flankierten. Hinter der Tanzfläche, auf der rechten Seite, befand sich unter einem gestreiften Baldachin die erhöhte Tribüne. Die meisten mit weißem Leinen bedeckten Tische befanden sich auf der Fläche um die Bühne herum. Entlang zweier Wände gab es erhöhte Bereiche, die durch schmiedeeiserne Balustraden vom Rest abgetrennt waren. Die Wände waren gebrochen weiß und rau strukturiert. Überall hingen bunte Wandteppiche und schwere Eisenlaternen. Die Decke war mit luxuriöser blauer Seide drapiert.

Bei schönem Wetter wurde die Seide entfernt, und ein bewegliches Dach gab den Blick auf den Nachthimmel frei. Rechts vom Eingang befand sich, um eine Stufe erhöht, die Bar. Bis 1942 hatte sich der Club jedoch zu einem größeren Komplex entwickelt. 1938 war ein Teil des Untergeschosses in eine private Lounge (Melody Lounge) umgewandelt worden. Und erst am 17. November 1942 war eine weitere Erweiterung des Grove eröffnet worden; die New Broadway Lounge, eine elegante Cocktailbar auf der Straßenebene eines neu erworbenen Nebengebäudes an der Ecke Shawmut Street und Broadway.

## Der Brand
Offiziellen Berichten zufolge brach das Feuer gegen 22:15 Uhr in der Melody Lounge aus. Ein junger Mann hatte eine Glühbirne, die die Lounge beleuchtete, herausgeschraubt, um sich und seiner Verabredung Privatsphäre zu verschaffen. Stanley Tomaszewski, ein 16-jähriger Hilfskellner, der die Situation beobachtet hatte, fragte den Chef-Barkeeper John Bradley, was zu tun sei. Bradley wies ihn an, die Glühbirne wieder festzuschrauben. Da er die Glühbirne in der dunklen Ecke nicht sehen konnte, zündete er ein Streichholz an, zog die Glühbirne fest und löschte das Streichholz. Wenige Augenblicke später war zu hören, wie jemand rief: „Hey, da brennt es in der Palme.“ Mehrere der künstlichen Palmwedel standen in Flammen. Stanley drehte sich um und sah, dass einige der Palmwedelimitate in der Nähe des Wipfels in Flammen standen. Trotz der Bemühungen der Bediensteten, das Feuer zu löschen, breitete es sich entlang der Wedel der Palmendekoration aus. In einem letzten Versuch konnte die Palme zu Boden gebracht werden. Auch mehrere Soldaten versuchten zu helfen. Aber es war bereits zu spät. Innerhalb von Sekunden stand der gesamte Sternenhimmel der Melody Lounge in Flammen. Als die Leute die ganze Situation erkannten, gerieten sie in Panik.

Ein Massenansturm auf die Treppe, den einzigen offensichtlichen Ausgang, setzte ein. Einige Personen waren in der Lage, die Treppe zu erreichen. Viele reagierten jedoch zu langsam. Innerhalb von Sekunden kam es zu einer Rauchdurchzündung. Das Feuer griff auf die Menschen über, die zusammengedrängt waren und in einem verzweifelten Versuch, zu entkommen, übereinander stiegen. Viele wurden auf der Stelle von den Flammen getötet, während andere, die im dichten Rauch und den giftigen Dämpfen langsam erstickten, in den luftleeren Keller zurückgetrieben wurden. Nach kurzer Zeit versperrte ein Haufen lebloser, verkohlter Körper die Treppe und damit den Fluchtweg. Einige Personen darunter Tomaszewski, Bradley, die Pianisten Goody Goodelle die Kassiererin Catherine Swett und der Kassierer Daniel Weiss konnten die Melody Lounge über ein Fenster in der Küche verlassen, während die Mehrheit der Anwesenden diesen Ausgang nicht kannte oder nicht bemerkte.

Über einen Verbindungskorridor breitete sich der Brand in das Foyer im Erdgeschoss des Hauptgebäudes aus. Von dort aus bewegte sich das Feuer über die gesamte Länge des Foyers vorbei am Haupteingang und erfasste den Bereich, in dem sich die Karikaturbar befand. Von diesem Bereich oder vom Foyer drang das Feuer in den Hauptspeisesaal ein. Schließlich griff das Feuer vom Erdgeschoss auf die Broadway Lounge über. In weniger als zehn Minuten nach Ausbruch des Brandes in der Melody Lounge hatte sich das Feuer von dort bis zum Eingang der Broadway Lounge ausgebreitet. Hier kam es zu den größten Brandschäden. Die Hitze und der Druck, die in dem Durchgang entstanden, erzeugten eine Art Schneidbrenner, der direkt auf die New Broadway Lounge gerichtet war. Kurz nachdem das Feuer die Broadway Lounge erreicht hatte, gingen die Lichter aus. Die Dunkelheit und die Massenflucht aus dem Hauptsaal steigerten das Ausmaß der Panik. Während die meisten Personen in Richtung Haupteingang drängten, waren mehrere Leute, darunter der Kellner Frank Accursio, zu der Tür auf der Nordseite des Hauptsaals geflüchtet. Erst nach mehreren Versuchen konnte die Tür, die zur Shawmut Street führte geöffnet werden. Unter dem Druck von Flüchtenden durch die Drehtüren des Haupteingangs hatte sich der Mechanismus der Drehtüren verklemmt. Mehrere Personen blieben auf halbem weg nach draußen stecken, während weiterhin Menschen nach vorne zum Haupteingang drängten.

### Eintreffen der Feuerwehr
Der erste Feueralarm wurde um 22.15 Uhr in der Feueralarmstation 1514 im Bostoner Theaterviertel ausgelöst, wo ein Autobrand gemeldet wurde. Deputy Chief Louis C. Stickel traf kurz darauf am Brandort ein und stellte fest, dass das Feuer bereits gelöscht war. Die meisten Fahrzeuge waren bereits abgezogen worden, so dass nur noch ein Löschfahrzeug und ein Leiterwagen übrig waren. Gerade als Stickel den Ort verlassen wollte, wurde er von einem Feuerwehrmann auf ein weiteres Feuer am Broadway aufmerksam gemacht. Er sah eine große Rauchwolke aufsteigen und erkannte, dass der Nachtclub Cocoanut Grove in Flammen stand. Zwei Häuserblocks weiter war der Feuerwehrmann Dennis Sullivan dabei, ins Bett zu gehen als er in der Nähe einige Feuerwehrsirenen hörte. Als er aus dem Fenster sah, konnte er Rauch aus dem Coconut Grove Club aufsteigen sehen. Um 22.20 Uhr traf Sullivans Alarmsignal in der Brandmeldezentrale ein. Es dauerte mehr als zwei Minuten, bis Fire District Chief Daniel Crowley erkannte, dass der frühere Alarm von 1514 ein anderes Feuer betraf. Um 10:23 Uhr wurde ein dritter Alarm ausgelöst. Um 10:24 Uhr ertönte ein vierter Alarm. Nach dem Eintreffen am Nachtclub begann Stickel sofort mit Rettungsmaßnahmen. Kurz nachdem sich die Feuerwehrleute Zugang zu den Räumlichkeiten verschafft hatten, begannen sie mit dem Löschen. Die engen Straßen und Gassen rund um den Cocoanut Grove waren für massive Notfall- und Rettungsmaßnahmen nicht geeignet. Um 22.30 Uhr waren die Zufahrten zum Grove mit Fahrzeugen so verstopft, dass die eintreffenden Geräte nicht näher als 140 Meter herankommen konnten und die Feuerwehrleute mit ihren Leitern und Äxten und sperrigen Schläuchen zu Fuß laufen mussten. Um 23.00 Uhr war der Brand gelöscht.

## Brandermittlung
Der Brandermittler William Arthur Reilly untersuchte die mögliche Entstehung, die rasche Ausbreitung des Brandes und die Ursachen für die hohen Verluste. Die zunächst geäußerte Vermutung, es könne sich um Brandstiftung handeln, wurde von ihm ausgeschlossen. Stattdessen führte er die schnelle Ausbreitung des Feuers auf eine Ansammlung von Kohlenmonoxid in dem geschlossenen Raum über der Zwischendecke der Melody Lounge zurück. Das Gas trat bei steigender Temperatur aus den geschlossenen Räumen aus und entzündete sich, als es sich mit dem Sauerstoff im Treppenhaus vermischte. Die vergleichsweise schmale, nur 1,20 m hohe und steil ansteigende Treppe wirkte wie ein Schornstein, der die Luft aus dem darunter liegenden Raum absaugte, welche unter durch die Hitze erzeugten Druck stand.